# Lista de jogos eletrônicos da Microsoft Gaming
Esta é uma lista de jogos eletrônicos produzidos e publicados por subsidiárias da empresa americana de jogos eletrônicos Microsoft Gaming, uma divisão da Microsoft, a terceira maior empresa de jogos eletrônicos do mundo em receita. A lista abrange jogos produzidos ou lançados por todas as subsidiárias atuais e extintas da Microsoft Gaming desde sua criação em 2022, incluindo Activision, Xbox Game Studios, Bethesda Softworks, Blizzard Entertainment e King  Algumas das franquias de jogos eletrônicos de propriedade e publicadas pelas publicadoras da Microsoft Gaming incluem Call of Duty, Minecraft, The Elder Scrolls, Halo, Fallout, Warcraft, Diablo, Doom, Wolfenstein, Crash Bandicoot, Spyro, Banjo-Kazooie, Conker, Skylanders, Overwatch, StarCraft, Forza, Fable, Tony Hawk's, Guitar Hero, Microsoft Flight Simulator, Age of Empires, Candy Crush, Killer Instinct, Perfect Dark, Quake, Rage, Dishonored, Pillars of Eternity, Wasteland, State of Decay, Hellblade, Gears of War, The Evil Within, The Outer Worlds e outras. 
A Microsoft Gaming lança jogos eletrônicos em várias plataformas anualmente, incluindo Microsoft Windows, Xbox One, Xbox Series X/S, macOS, PlayStation 4, PlayStation 5, Nintendo Switch, Nintendo Switch 2, iOS e Android. A lista não inclui retroativamente videogames que foram produzidos anteriormente antes de serem adquiridos pela Microsoft.

## Lançados
| Título                                                                | Plataforma(s)     | Data de lançamento      | Desenvolvedor(es)                                                                      | Publicadora            | Ref.   |
| --------------------------------------------------------------------- | ----------------- | ----------------------- | -------------------------------------------------------------------------------------- | ---------------------- | ------ |
| Ghostwire: Tokyo                                                      | Windows           | 25 de março de 2022     | Tango Gameworks                                                                        | Bethesda Softworks     | [ 1 ]  |
| Ghostwire: Tokyo                                                      | PlayStation 5     | 25 de março de 2022     | Tango Gameworks                                                                        | Bethesda Softworks     | [ 1 ]  |
| Hero Dice                                                             | iOS               | 30 de março de 2022     | Tango Gameworks                                                                        | ZeniMax Asia           | [ 2 ]  |
| Hero Dice                                                             | Android           | 30 de março de 2022     | Tango Gameworks                                                                        | ZeniMax Asia           | [ 2 ]  |
| Age of Empires II: Definitive Edition - Dynasties of India            | Windows           | 28 de abril de 2022     | World's Edge Studio, Forgotten Empires                                                 | Xbox Game Studios      | [ 3 ]  |
| Age of Empires III: Definitive Edition - Knights of the Mediterranean | Windows           | 26 de maio de 2022      | World's Edge Studio, Forgotten Empires                                                 | Xbox Game Studios      | [ 4 ]  |
| As Dusk Falls                                                         | Windows           | 19 de julho de 2022     | Interior Night                                                                         | Xbox Game Studios      | [ 5 ]  |
| As Dusk Falls                                                         | Xbox Series X/S   | 19 de julho de 2022     | Interior Night                                                                         | Xbox Game Studios      | [ 5 ]  |
| Forza Horizon 5: Hot Wheels                                           | Windows           | 19 de julho de 2022     | Playground Games                                                                       | Xbox Game Studios      | [ 6 ]  |
| Forza Horizon 5: Hot Wheels                                           | Xbox Series X/S   | 19 de julho de 2022     | Playground Games                                                                       | Xbox Game Studios      | [ 6 ]  |
| Deathloop                                                             | Xbox Series X/S   | 20 de setembro de 2022  | Arkane Lyon                                                                            | Bethesda Softworks     | [ 7 ]  |
| Grounded                                                              | Windows           | 27 de setembro de 2022  | Obsidian Entertainment, Black Shamrock                                                 | Xbox Game Studios      | [ 8 ]  |
| Grounded                                                              | Xbox One          | 27 de setembro de 2022  | Obsidian Entertainment, Black Shamrock                                                 | Xbox Game Studios      | [ 8 ]  |
| Grounded                                                              | Xbox Series X/S   | 27 de setembro de 2022  | Obsidian Entertainment, Black Shamrock                                                 | Xbox Game Studios      | [ 8 ]  |
| Age of Empires IV: Anniversary Edition                                | Windows           | 25 de outubro de 2022   | Relic Entertainment, World's Edge Studio                                               | Xbox Game Studios      | [ 9 ]  |
| Pentiment                                                             | Windows           | 15 de novembro de 2022  | Obsidian Entertainment                                                                 | Xbox Game Studios      | [ 10 ] |
| Pentiment                                                             | Xbox One          | 15 de novembro de 2022  | Obsidian Entertainment                                                                 | Xbox Game Studios      | [ 10 ] |
| Pentiment                                                             | Xbox Series X/S   | 15 de novembro de 2022  | Obsidian Entertainment                                                                 | Xbox Game Studios      | [ 10 ] |
| GoldenEye 007                                                         | Xbox Series X/S   | 12 de janeiro de 2023   | Rare, Code Mystic                                                                      | Xbox Game Studios      | [ 11 ] |
| Hi-Fi Rush                                                            | Windows           | 25 de janeiro de 2023   | Tango Gameworks                                                                        | Bethesda Softworks     | [ 12 ] |
| Hi-Fi Rush                                                            | Xbox Series X/S   | 25 de janeiro de 2023   | Tango Gameworks                                                                        | Bethesda Softworks     | [ 12 ] |
| Age of Empires II: Definitive Edition                                 | Xbox One          | 31 de janeiro de 2023   | World's Edge Studio, Tantalus Media                                                    | Xbox Game Studios      | [ 13 ] |
| Age of Empires II: Definitive Edition                                 | Xbox Series X/S   | 31 de janeiro de 2023   | World's Edge Studio, Tantalus Media                                                    | Xbox Game Studios      | [ 13 ] |
| Mighty Doom                                                           | iOS               | 21 de março de 2023     | Alpha Dog Games                                                                        | Bethesda Softworks     | [ 14 ] |
| Mighty Doom                                                           | Android           | 21 de março de 2023     | Alpha Dog Games                                                                        | Bethesda Softworks     | [ 14 ] |
| Forza Horizon 5: Rally Adventures                                     | Windows           | 29 de março de 2023     | Playground Games                                                                       | Xbox Game Studios      | [ 15 ] |
| Forza Horizon 5: Rally Adventures                                     | Xbox One          | 29 de março de 2023     | Playground Games                                                                       | Xbox Game Studios      | [ 15 ] |
| Forza Horizon 5: Rally Adventures                                     | Xbox Series X/S   | 29 de março de 2023     | Playground Games                                                                       | Xbox Game Studios      | [ 15 ] |
| Ghostwire: Tokyo                                                      | Xbox Series X/S   | 12 de abril de 2023     | Tango Gameworks                                                                        | Bethesda Softworks     | [ 16 ] |
| Minecraft Legends                                                     | Nintendo Switch   | 18 de abril de 2023     | Mojang Studios, Blackbird Interactive                                                  | Xbox Game Studios      | [ 17 ] |
| Minecraft Legends                                                     | Windows           | 18 de abril de 2023     | Mojang Studios, Blackbird Interactive                                                  | Xbox Game Studios      | [ 17 ] |
| Minecraft Legends                                                     | PlayStation 4     | 18 de abril de 2023     | Mojang Studios, Blackbird Interactive                                                  | Xbox Game Studios      | [ 17 ] |
| Minecraft Legends                                                     | PlayStation 5     | 18 de abril de 2023     | Mojang Studios, Blackbird Interactive                                                  | Xbox Game Studios      | [ 17 ] |
| Minecraft Legends                                                     | Xbox One          | 18 de abril de 2023     | Mojang Studios, Blackbird Interactive                                                  | Xbox Game Studios      | [ 17 ] |
| Minecraft Legends                                                     | Xbox Series X/S   | 18 de abril de 2023     | Mojang Studios, Blackbird Interactive                                                  | Xbox Game Studios      | [ 17 ] |
| Redfall                                                               | Windows           | 2 de maio de 2023       | Arkane Austin                                                                          | Bethesda Softworks     | [ 18 ] |
| Redfall                                                               | Xbox Series X/S   | 2 de maio de 2023       | Arkane Austin                                                                          | Bethesda Softworks     | [ 18 ] |
| Age of Empires II: Definitive Edition - Return of Rome                | Windows           | 16 de maio de 2023      | World's Edge Studio, Forgotten Empires                                                 | Xbox Game Studios      | [ 19 ] |
| The Elder Scrolls Online: Necrom                                      | Windows           | 20 de junho de 2023     | ZeniMax Online Studios                                                                 | Bethesda Softworks     | [ 20 ] |
| The Elder Scrolls Online: Necrom                                      | macOS             | 20 de junho de 2023     | ZeniMax Online Studios                                                                 | Bethesda Softworks     | [ 20 ] |
| The Elder Scrolls Online: Necrom                                      | PlayStation 4     | 20 de junho de 2023     | ZeniMax Online Studios                                                                 | Bethesda Softworks     | [ 20 ] |
| The Elder Scrolls Online: Necrom                                      | PlayStation 5     | 20 de junho de 2023     | ZeniMax Online Studios                                                                 | Bethesda Softworks     | [ 20 ] |
| The Elder Scrolls Online: Necrom                                      | Xbox One          | 20 de junho de 2023     | ZeniMax Online Studios                                                                 | Bethesda Softworks     | [ 20 ] |
| The Elder Scrolls Online: Necrom                                      | Xbox Series X/S   | 20 de junho de 2023     | ZeniMax Online Studios                                                                 | Bethesda Softworks     | [ 20 ] |
| Quake II (Remasterização)                                             | Nintendo Switch   | 10 de agosto de 2023    | Nightdive Studios                                                                      | Bethesda Softworks     | [ 21 ] |
| Quake II (Remasterização)                                             | Windows           | 10 de agosto de 2023    | Nightdive Studios                                                                      | Bethesda Softworks     | [ 21 ] |
| Quake II (Remasterização)                                             | PlayStation 4     | 10 de agosto de 2023    | Nightdive Studios                                                                      | Bethesda Softworks     | [ 21 ] |
| Quake II (Remasterização)                                             | PlayStation 5     | 10 de agosto de 2023    | Nightdive Studios                                                                      | Bethesda Softworks     | [ 21 ] |
| Quake II (Remasterização)                                             | Xbox One          | 10 de agosto de 2023    | Nightdive Studios                                                                      | Bethesda Softworks     | [ 21 ] |
| Quake II (Remasterização)                                             | Xbox Series X/S   | 10 de agosto de 2023    | Nightdive Studios                                                                      | Bethesda Softworks     | [ 21 ] |
| Age of Empires IV                                                     | Xbox Series X/S   | 22 de agosto de 2023    | World's Edge Studio, Relic Entertainment                                               | Xbox Game Studios      | [ 22 ] |
| Starfield                                                             | Windows           | 6 de setembro de 2023   | Bethesda Game Studios                                                                  | Bethesda Softworks     | [ 23 ] |
| Starfield                                                             | Xbox Series X/S   | 6 de setembro de 2023   | Bethesda Game Studios                                                                  | Bethesda Softworks     | [ 23 ] |
| Forza Motorsport                                                      | Windows           | 10 de outubro de 2023   | Turn 10 Studios                                                                        | Xbox Game Studios      | [ 24 ] |
| Forza Motorsport                                                      | Xbox Series X/S   | 10 de outubro de 2023   | Turn 10 Studios                                                                        | Xbox Game Studios      | [ 24 ] |
| Age of Empires II: Definitive Edition - The Mountain Royals           | Windows           | 31 de outubro de 2023   | World's Edge Studio, Forgotten Empires                                                 | Xbox Game Studios      | [ 25 ] |
| Warcraft Rumble                                                       | iOS               | 3 de novembro de 2023   | Blizzard Entertainment                                                                 | Blizzard Entertainment | [ 26 ] |
| Warcraft Rumble                                                       | Android           | 3 de novembro de 2023   | Blizzard Entertainment                                                                 | Blizzard Entertainment | [ 26 ] |
| Call of Duty: Modern Warfare III                                      | Windows           | 10 de novembro de 2023  | Sledgehammer Games                                                                     | Activision             | [ 27 ] |
| Call of Duty: Modern Warfare III                                      | PlayStation 4     | 10 de novembro de 2023  | Sledgehammer Games                                                                     | Activision             | [ 27 ] |
| Call of Duty: Modern Warfare III                                      | PlayStation 5     | 10 de novembro de 2023  | Sledgehammer Games                                                                     | Activision             | [ 27 ] |
| Call of Duty: Modern Warfare III                                      | Xbox One          | 10 de novembro de 2023  | Sledgehammer Games                                                                     | Activision             | [ 27 ] |
| Call of Duty: Modern Warfare III                                      | Xbox Series X/S   | 10 de novembro de 2023  | Sledgehammer Games                                                                     | Activision             | [ 27 ] |
| Hearthstone: Showdown in the Badlands                                 | Windows           | 14 de novembro de 2023  | Blizzard Entertainment                                                                 | Blizzard Entertainment | [ 28 ] |
| Hearthstone: Showdown in the Badlands                                 | macOS             | 14 de novembro de 2023  | Blizzard Entertainment                                                                 | Blizzard Entertainment | [ 28 ] |
| Age of Empires IV: The Sultans Ascend                                 | Windows           | 14 de novembro de 2023  | World's Edge Studio, Relic Entertainment                                               | Xbox Game Studios      | [ 29 ] |
| Age of Empires IV: The Sultans Ascend                                 | Xbox Series X/S   | 14 de novembro de 2023  | World's Edge Studio, Relic Entertainment                                               | Xbox Game Studios      | [ 29 ] |
| Killer Instinct: Anniversary Edition                                  | Windows           | 28 de novembro de 2023  | Iron Galaxy                                                                            | Xbox Game Studios      | [ 30 ] |
| Killer Instinct: Anniversary Edition                                  | Xbox Series X/S   | 28 de novembro de 2023  | Iron Galaxy                                                                            | Xbox Game Studios      | [ 30 ] |
| Pentiment                                                             | Nintendo Switch   | 22 de fevereiro de 2024 | Obsidian Entertainment                                                                 | Xbox Game Studios      | [ 31 ] |
| Pentiment                                                             | PlayStation 4     | 22 de fevereiro de 2024 | Obsidian Entertainment                                                                 | Xbox Game Studios      | [ 31 ] |
| Pentiment                                                             | PlayStation 5     | 22 de fevereiro de 2024 | Obsidian Entertainment                                                                 | Xbox Game Studios      | [ 31 ] |
| Age of Empires II: Definitive Edition – Victors and Vanquished        | Windows           | 14 de março de 2024     | World's Edge Studio, Forgotten Empires                                                 | Xbox Game Studios      | [ 32 ] |
| Age of Empires II: Definitive Edition – Victors and Vanquished        | Xbox Series X/S   | 14 de março de 2024     | World's Edge Studio, Forgotten Empires                                                 | Xbox Game Studios      | [ 32 ] |
| Hi-Fi Rush                                                            | PlayStation 5     | 19 de março de 2024     | Tango Gameworks                                                                        | Bethesda Softworks     | [ 33 ] |
| Call of Duty: Warzone Mobile                                          | iOS               | 21 de março de 2024     | Digital Legends Entertainment, Beenox, Activision Shanghai Studio, Solid State Studios | Activision             | [ 34 ] |
| Call of Duty: Warzone Mobile                                          | Android           | 21 de março de 2024     | Digital Legends Entertainment, Beenox, Activision Shanghai Studio, Solid State Studios | Activision             | [ 34 ] |
| Grounded                                                              | Nintendo Switch   | 16 de abril de 2024     | Obsidian Entertainment                                                                 | Xbox Game Studios      | [ 31 ] |
| Grounded                                                              | PlayStation 4     | 16 de abril de 2024     | Obsidian Entertainment                                                                 | Xbox Game Studios      | [ 31 ] |
| Grounded                                                              | PlayStation 5     | 16 de abril de 2024     | Obsidian Entertainment                                                                 | Xbox Game Studios      | [ 31 ] |
| Sea of Thieves                                                        | PlayStation 5     | 30 de abril de 2024     | Rare                                                                                   | Xbox Game Studios      | [ 35 ] |
| World of Warcraft: Cataclysm Classic                                  | Windows           | 20 de maio de 2024      | Blizzard Entertainment                                                                 | Blizzard Entertainment | [ 36 ] |
| World of Warcraft: Cataclysm Classic                                  | macOS             | 20 de maio de 2024      | Blizzard Entertainment                                                                 | Blizzard Entertainment | [ 36 ] |
| Senua's Saga: Hellblade II                                            | Windows           | 21 de maio de 2024      | Ninja Theory                                                                           | Xbox Game Studios      | [ 37 ] |
| Senua's Saga: Hellblade II                                            | Xbox Series X/S   | 21 de maio de 2024      | Ninja Theory                                                                           | Xbox Game Studios      | [ 37 ] |
| The Elder Scrolls Online: Gold Road                                   | Windows           | 3 de julho de 2024      | ZeniMax Online Studios                                                                 | Bethesda Softworks     | [ 38 ] |
| The Elder Scrolls Online: Gold Road                                   | macOS             | 3 de julho de 2024      | ZeniMax Online Studios                                                                 | Bethesda Softworks     | [ 38 ] |
| The Elder Scrolls Online: Gold Road                                   | PlayStation 4     | 18 de julho de 2024     | ZeniMax Online Studios                                                                 | Bethesda Softworks     | [ 38 ] |
| The Elder Scrolls Online: Gold Road                                   | PlayStation 5     | 18 de julho de 2024     | ZeniMax Online Studios                                                                 | Bethesda Softworks     | [ 38 ] |
| The Elder Scrolls Online: Gold Road                                   | Xbox One          | 18 de julho de 2024     | ZeniMax Online Studios                                                                 | Bethesda Softworks     | [ 38 ] |
| The Elder Scrolls Online: Gold Road                                   | Xbox Series X/S   | 18 de julho de 2024     | ZeniMax Online Studios                                                                 | Bethesda Softworks     | [ 38 ] |
| World of Warcraft: The War Within                                     | Windows           | 26 de agosto de 2024    | Blizzard Entertainment                                                                 | Blizzard Entertainment | [ 39 ] |
| World of Warcraft: The War Within                                     | macOS             | 26 de agosto de 2024    | Blizzard Entertainment                                                                 | Blizzard Entertainment | [ 39 ] |
| Age of Mythology: Retold                                              | Windows           | 4 de setembro de 2024   | World's Edge Studio, Forgotten Empires                                                 | Xbox Game Studios      | [ 40 ] |
| Age of Mythology: Retold                                              | Xbox Series X/S   | 4 de setembro de 2024   | World's Edge Studio, Forgotten Empires                                                 | Xbox Game Studios      | [ 40 ] |
| Towerborne                                                            | Windows           | 10 de setembro de 2024  | Stoic                                                                                  | Xbox Game Studios      | [ 41 ] |
| The Elder Scrolls: Castles                                            | iOS               | 10 de setembro de 2024  | Bethesda Game Studios                                                                  | Bethesda Softworks     | [ 42 ] |
| The Elder Scrolls: Castles                                            | Android           | 10 de setembro de 2024  | Bethesda Game Studios                                                                  | Bethesda Softworks     | [ 42 ] |
| Ara: History Untold                                                   | Windows           | 24 de setembro de 2024  | Oxide Games                                                                            | Xbox Game Studios      | [ 43 ] |
| Starfield: Shattered Space                                            | Windows           | 30 de setembro de 2024  | Bethesda Game Studios                                                                  | Bethesda Softworks     | [ 44 ] |
| Starfield: Shattered Space                                            | Xbox Series X/S   | 30 de setembro de 2024  | Bethesda Game Studios                                                                  | Bethesda Softworks     | [ 44 ] |
| Diablo IV: Vessel of Hatred                                           | Windows           | 8 de outubro de 2024    | Blizzard Entertainment                                                                 | Blizzard Entertainment | [ 45 ] |
| Diablo IV: Vessel of Hatred                                           | macOS             | 8 de outubro de 2024    | Blizzard Entertainment                                                                 | Blizzard Entertainment | [ 45 ] |
| Diablo IV: Vessel of Hatred                                           | PlayStation 4     | 8 de outubro de 2024    | Blizzard Entertainment                                                                 | Blizzard Entertainment | [ 45 ] |
| Diablo IV: Vessel of Hatred                                           | PlayStation 5     | 8 de outubro de 2024    | Blizzard Entertainment                                                                 | Blizzard Entertainment | [ 45 ] |
| Diablo IV: Vessel of Hatred                                           | Xbox One          | 8 de outubro de 2024    | Blizzard Entertainment                                                                 | Blizzard Entertainment | [ 45 ] |
| Diablo IV: Vessel of Hatred                                           | Xbox Series X/S   | 8 de outubro de 2024    | Blizzard Entertainment                                                                 | Blizzard Entertainment | [ 45 ] |
| Age of Empires: Mobile                                                | iOS               | 17 de outubro de 2024   | Timi Studios, World's Edge Studio                                                      | Xbox Game Studios      | [ 46 ] |
| Age of Empires: Mobile                                                | Android           | 17 de outubro de 2024   | Timi Studios, World's Edge Studio                                                      | Xbox Game Studios      | [ 46 ] |
| Call of Duty: Black Ops 6                                             | Windows           | 25 de outubro de 2024   | Treyarch, Raven Software                                                               | Activision             | [ 47 ] |
| Call of Duty: Black Ops 6                                             | PlayStation 4     | 25 de outubro de 2024   | Treyarch, Raven Software                                                               | Activision             | [ 47 ] |
| Call of Duty: Black Ops 6                                             | PlayStation 5     | 25 de outubro de 2024   | Treyarch, Raven Software                                                               | Activision             | [ 47 ] |
| Call of Duty: Black Ops 6                                             | Xbox One          | 25 de outubro de 2024   | Treyarch, Raven Software                                                               | Activision             | [ 47 ] |
| Call of Duty: Black Ops 6                                             | Xbox Series X/S   | 25 de outubro de 2024   | Treyarch, Raven Software                                                               | Activision             | [ 47 ] |
| Warcraft Remastered Battle Chest                                      | Windows           | 13 de novembro de 2024  | Blizzard Entertainment                                                                 | Blizzard Entertainment | [ 48 ] |
| Age of Empires II: Definitive Edition – Chronicles: Battle for Greece | Windows           | 14 de novembro de 2024  | World's Edge Studio, Forgotten Empires                                                 | Xbox Game Studios      | [ 49 ] |
| Age of Empires II: Definitive Edition – Chronicles: Battle for Greece | Xbox One          | 14 de novembro de 2024  | World's Edge Studio, Forgotten Empires                                                 | Xbox Game Studios      | [ 49 ] |
| Age of Empires II: Definitive Edition – Chronicles: Battle for Greece | Xbox Series X/S   | 14 de novembro de 2024  | World's Edge Studio, Forgotten Empires                                                 | Xbox Game Studios      | [ 49 ] |
| Microsoft Flight Simulator 2024                                       | Windows           | 19 de novembro de 2024  | Asobo Studio                                                                           | Xbox Game Studios      | [ 50 ] |
| Microsoft Flight Simulator 2024                                       | Xbox Series X/S   | 19 de novembro de 2024  | Asobo Studio                                                                           | Xbox Game Studios      | [ 50 ] |
| Indiana Jones e o Grande Círculo                                      | Windows           | 9 de dezembro de 2024   | MachineGames                                                                           | Bethesda Softworks     | [ 51 ] |
| Indiana Jones e o Grande Círculo                                      | Xbox Series X/S   | 9 de dezembro de 2024   | MachineGames                                                                           | Bethesda Softworks     | [ 51 ] |
| Candy Crush Solitaire                                                 | iOS               | 6 de fevereiro de 2025  | King                                                                                   | King                   | [ 52 ] |
| Candy Crush Solitaire                                                 | Android           | 6 de fevereiro de 2025  | King                                                                                   | King                   | [ 52 ] |
| Avowed                                                                | Windows           | 18 de fevereiro de 2025 | Obsidian Entertainment                                                                 | Xbox Game Studios      | [ 53 ] |
| Avowed                                                                | Xbox Series X/S   | 18 de fevereiro de 2025 | Obsidian Entertainment                                                                 | Xbox Game Studios      | [ 53 ] |
| Age of Mythology: Retold – Immortal Pillars                           | Windows           | 4 de março de 2025      | World's Edge Studio, Forgotten Empires                                                 | Xbox Game Studios      | [ 54 ] |
| Age of Mythology: Retold – Immortal Pillars                           | PlayStation 5     | 4 de março de 2025      | World's Edge Studio, Forgotten Empires                                                 | Xbox Game Studios      | [ 54 ] |
| Age of Mythology: Retold – Immortal Pillars                           | Xbox Series X/S   | 4 de março de 2025      | World's Edge Studio, Forgotten Empires                                                 | Xbox Game Studios      | [ 54 ] |
| South of Midnight                                                     | Windows           | 8 de abril de 2025      | Compulsion Games                                                                       | Xbox Game Studios      | [ 55 ] |
| South of Midnight                                                     | Xbox Series X/S   | 8 de abril de 2025      | Compulsion Games                                                                       | Xbox Game Studios      | [ 55 ] |
| Age of Empires IV – Knights of Cross and Rose                         | Microsoft Windows | 8 de abril de 2025      | World's Edge Studio, Forgotten Empires                                                 | [ 56 ]                 |        |
| Age of Empires IV – Knights of Cross and Rose                         | Xbox One          | 8 de abril de 2025      | World's Edge Studio, Forgotten Empires                                                 | [ 56 ]                 |        |
| Age of Empires IV – Knights of Cross and Rose                         | Xbox Series X/S   | 8 de abril de 2025      | World's Edge Studio, Forgotten Empires                                                 | [ 56 ]                 |        |
| Indiana Jones e o Grande Círculo                                      | PlayStation 5     | 17 de abril de 2025     | MachineGames                                                                           | Bethesda Softworks     | [ 51 ] |
| The Elder Scrolls IV: Oblivion Remastered                             | Microsoft Windows | 22 de abril de 2025     | Virtuos, Bethesda Game Studios                                                         | Bethesda Softworks     | [ 57 ] |
| The Elder Scrolls IV: Oblivion Remastered                             | Xbox Series X/S   | 22 de abril de 2025     | Virtuos, Bethesda Game Studios                                                         | Bethesda Softworks     | [ 57 ] |
| The Elder Scrolls IV: Oblivion Remastered                             | PlayStation 5     | 22 de abril de 2025     | Virtuos, Bethesda Game Studios                                                         | Bethesda Softworks     | [ 57 ] |
| Forza Horizon 5                                                       | PlayStation 5     | 29 de abril de 2025     | Panic Button, Playground Games                                                         | Xbox Game Studios      | [ 58 ] |
| Towerborne                                                            | Microsoft Windows | 29 de abril de 2025     | Stoic                                                                                  | Xbox Game Studios      | [ 42 ] |
| Towerborne                                                            | Xbox Series X/S   | 29 de abril de 2025     | Stoic                                                                                  | Xbox Game Studios      | [ 42 ] |
| Age of Empires II: Definitive Edition – The Three Kingdoms            | Microsoft Windows | 6 de maio de 2025       | World's Edge, Forgotten Empires                                                        | Xbox Game Studios      | [ 59 ] |
| Age of Empires II: Definitive Edition – The Three Kingdoms            | Xbox One          | 6 de maio de 2025       | World's Edge, Forgotten Empires                                                        | Xbox Game Studios      | [ 59 ] |
| Age of Empires II: Definitive Edition – The Three Kingdoms            | Xbox Series X/S   | 6 de maio de 2025       | World's Edge, Forgotten Empires                                                        | Xbox Game Studios      | [ 59 ] |
| Age of Empires II: Definitive Edition – The Three Kingdoms            | PlayStation 5     | 6 de maio de 2025       | World's Edge, Forgotten Empires                                                        | Xbox Game Studios      | [ 59 ] |
| Doom: The Dark Ages                                                   | Windows           | 15 de maio de 2025      | id Software                                                                            | Bethesda Softworks     | [ 60 ] |
| Doom: The Dark Ages                                                   | PlayStation 5     | 15 de maio de 2025      | id Software                                                                            | Bethesda Softworks     | [ 60 ] |
| Doom: The Dark Ages                                                   | Xbox Series X/S   | 15 de maio de 2025      | id Software                                                                            | Bethesda Softworks     | [ 60 ] |
| Retro Classics                                                        | Microsoft Windows | 21 de maio de 2025      | Antstream                                                                              | Xbox Game Studios      |        |
| Retro Classics                                                        | Xbox One          | 21 de maio de 2025      | Antstream                                                                              | Xbox Game Studios      |        |
| Retro Classics                                                        | Xbox Series X/S   | 21 de maio de 2025      | Antstream                                                                              | Xbox Game Studios      |        |
| Tony Hawk's Pro Skater 3 + 4                                          | Microsoft Windows | 11 de julho de 2025     | Iron Galaxy                                                                            | Activision             | [ 61 ] |
| Tony Hawk's Pro Skater 3 + 4                                          | Xbox One          | 11 de julho de 2025     | Iron Galaxy                                                                            | Activision             | [ 61 ] |
| Tony Hawk's Pro Skater 3 + 4                                          | Xbox Series X/S   | 11 de julho de 2025     | Iron Galaxy                                                                            | Activision             | [ 61 ] |
| Tony Hawk's Pro Skater 3 + 4                                          | Nintendo Switch   | 11 de julho de 2025     | Iron Galaxy                                                                            | Activision             | [ 61 ] |
| Tony Hawk's Pro Skater 3 + 4                                          | Nintendo Switch 2 | 11 de julho de 2025     | Iron Galaxy                                                                            | Activision             | [ 61 ] |
| Tony Hawk's Pro Skater 3 + 4                                          | PlayStation 4     | 11 de julho de 2025     | Iron Galaxy                                                                            | Activision             | [ 61 ] |
| Tony Hawk's Pro Skater 3 + 4                                          | PlayStation 5     | 11 de julho de 2025     | Iron Galaxy                                                                            | Activision             | [ 61 ] |

## Em Breve
Jogos anunciados que possuem previsão de lançamento.
| Título                                     | Plataforma(s)     | Data de lançamento    | Desenvolvedora(s)                      | Publicadora(s)         | Ref    |
| ------------------------------------------ | ----------------- | --------------------- | -------------------------------------- | ---------------------- | ------ |
| Grounded 2                                 | Microsoft Windows | 29 de julho de 2025   | Obsidian Entertainment, Eidos-Montréal | Xbox Game Studios      | [ 62 ] |
| Grounded 2                                 | Xbox Series X/S   | 29 de julho de 2025   | Obsidian Entertainment, Eidos-Montréal | Xbox Game Studios      | [ 62 ] |
| Gears of War: Reloaded                     | Microsoft Windows | 26 de agosto de 2025  | The Coalition                          | Xbox Game Studios      | [ 63 ] |
| Gears of War: Reloaded                     | Xbox Series X/S   | 26 de agosto de 2025  | The Coalition                          | Xbox Game Studios      | [ 63 ] |
| Gears of War: Reloaded                     | PlayStation 5     | 26 de agosto de 2025  | The Coalition                          | Xbox Game Studios      | [ 63 ] |
| Keeper                                     | Microsoft Windows | 17 de outubro de 2025 | Double Fine Productions                | Xbox Game Studios      | [ 62 ] |
| Keeper                                     | Xbox Series X/S   | 17 de outubro de 2025 | Double Fine Productions                | Xbox Game Studios      | [ 62 ] |
| Ninja Gaiden 4                             | Microsoft Windows | 21 de outubro de 2025 | Team Ninja, PlatinumGames              | Xbox Game Studios      | [ 62 ] |
| Ninja Gaiden 4                             | Xbox Series X/S   | 21 de outubro de 2025 | Team Ninja, PlatinumGames              | Xbox Game Studios      | [ 62 ] |
| Ninja Gaiden 4                             | PlayStation 5     | 21 de outubro de 2025 | Team Ninja, PlatinumGames              | Xbox Game Studios      | [ 62 ] |
| The Outer Worlds 2                         | Microsoft Windows | 29 de outubro de 2025 | Obsidian Entertainment                 | Xbox Game Studios      | [ 62 ] |
| The Outer Worlds 2                         | Xbox Series X/S   | 29 de outubro de 2025 | Obsidian Entertainment                 | Xbox Game Studios      | [ 62 ] |
| The Outer Worlds 2                         | PlayStation 5     | 29 de outubro de 2025 | Obsidian Entertainment                 | Xbox Game Studios      | [ 62 ] |
| Call of Duty: Black Ops 7                  | Microsoft Windows | 2025                  | Treyarch, Raven Software               | Activision             | [ 62 ] |
| Call of Duty: Black Ops 7                  | Xbox One          | 2025                  | Treyarch, Raven Software               | Activision             | [ 62 ] |
| Call of Duty: Black Ops 7                  | Xbox Series X/S   | 2025                  | Treyarch, Raven Software               | Activision             | [ 62 ] |
| Call of Duty: Black Ops 7                  | PlayStation 4     | 2025                  | Treyarch, Raven Software               | Activision             | [ 62 ] |
| Call of Duty: Black Ops 7                  | PlayStation 5     | 2025                  | Treyarch, Raven Software               | Activision             | [ 62 ] |
| Age of Mythology: Retold – Heavenly Spear  | Microsoft Windows | 2025                  | World's Edge Studio, Forgotten Empires | Xbox Game Studios      | [ 62 ] |
| Age of Mythology: Retold – Heavenly Spear  | Xbox Series X/S   | 2025                  | World's Edge Studio, Forgotten Empires | Xbox Game Studios      | [ 62 ] |
| Age of Mythology: Retold – Heavenly Spear  | PlayStation 5     | 2025                  | World's Edge Studio, Forgotten Empires | Xbox Game Studios      | [ 62 ] |
| Fable                                      | Microsoft Windows | 2026                  | Playground Games                       | Xbox Game Studios      | [ 64 ] |
| Fable                                      | Xbox Series X/S   | 2026                  | Playground Games                       | Xbox Game Studios      | [ 64 ] |
| Gears of War: E-Day                        | Microsoft Windows | 2026                  | The Coalition, People Can Fly          | Xbox Game Studios      | [ 65 ] |
| Gears of War: E-Day                        | Xbox Series X/S   | 2026                  | The Coalition, People Can Fly          | Xbox Game Studios      | [ 65 ] |
| Jogo Forza Horizon sem título              | Microsoft Windows | 2026                  | Playground Games                       | Xbox Game Studios      | [ 62 ] |
| Jogo Forza Horizon sem título              | Xbox Series X/S   | 2026                  | Playground Games                       | Xbox Game Studios      | [ 62 ] |
| Pacote de expansão sem título do Diablo IV | Microsoft Windows | 2026                  | Blizzard Entertainment                 | Blizzard Entertainment | [ 66 ] |
| Pacote de expansão sem título do Diablo IV | Xbox One          | 2026                  | Blizzard Entertainment                 | Blizzard Entertainment | [ 66 ] |
| Pacote de expansão sem título do Diablo IV | Xbox Series X/S   | 2026                  | Blizzard Entertainment                 | Blizzard Entertainment | [ 66 ] |
| Pacote de expansão sem título do Diablo IV | PlayStation 4     | 2026                  | Blizzard Entertainment                 | Blizzard Entertainment | [ 66 ] |
| Pacote de expansão sem título do Diablo IV | PlayStation 5     | 2026                  | Blizzard Entertainment                 | Blizzard Entertainment | [ 66 ] |

## Sem data
Jogos que foram anunciados nos eventos do Xbox mas sem data revelada.
| Título                                     | Plataforma(s)     | Desenvolvedor(es)       | Publicadora            | Ref    |
| ------------------------------------------ | ----------------- | ----------------------- | ---------------------- | ------ |
| Clockwork Revolution                       | Windows           | inXile Entertainment    | Xbox Game Studios      | [ 67 ] |
| Clockwork Revolution                       | Xbox Series X/S   | inXile Entertainment    | Xbox Game Studios      | [ 67 ] |
| State of Decay 3                           | Windows           | Undead Labs             | Xbox Game Studios      | [ 68 ] |
| State of Decay 3                           | Xbox Series X/S   | Undead Labs             | Xbox Game Studios      | [ 68 ] |
| Contraband                                 | Windows           | Avalanche Studios Group | Xbox Game Studios      | [ 69 ] |
| Contraband                                 | Xbox Series X/S   | Avalanche Studios Group | Xbox Game Studios      | [ 69 ] |
| OD                                         | TBA               | Kojima Productions      | Xbox Game Studios      | [ 70 ] |
| Project: Mara                              | TBA               | Ninja Theory            | Xbox Game Studios      | [ 71 ] |
| Jogo sem título da Toys for Bob            | TBA               | Toys for Bob            | Xbox Game Studios      | [ 72 ] |
| Marvel's Blade                             | TBA               | Arkane Lyon             | Bethesda Softworks     | [ 73 ] |
| The Elder Scrolls VI                       | TBA               | Bethesda Game Studios   | Bethesda Softworks     | [ 74 ] |
| Pacote de expansão do Starfield sem título | Microsoft Windows | Bethesda Game Studios   | Bethesda Softworks     | [ 75 ] |
| Pacote de expansão do Starfield sem título | Xbox Series X/S   | Bethesda Game Studios   | Bethesda Softworks     | [ 75 ] |
| World of Warcraft: Midnight                | TBA               | Blizzard Entertainment  | Blizzard Entertainment | [ 76 ] |
| World of Warcraft: The Last Titan          | TBA               | Blizzard Entertainment  | Blizzard Entertainment | [ 77 ] |
| Jogo AAA baseado em narrativa sem título   | TBA               | Elsewhere Entertainment | Activision             | [ 78 ] |